# Parti de la réconciliation nationale
Le Parti de la réconciliation nationale (en anglais : National Reconciliation Party, abrégé en NRP) ) est un parti politique gambien dirigé par Hamat Bah. La couleur du parti est le bleu et sa devise Honesty, Equality and Justice (Honnêteté, Égalité et Justice).
Lors de l'élection présidentielle du 18 octobre 2001, Bah recueille 7,8 % des voix et termine en troisième position derrière Yahya Jammeh et Ousainou Darboe.
Lors des législatives du 17 janvier 2002, le parti ne remporte aucun sièges sur les 48 à pourvoir et lors des législatives du 25 janvier 2007, un seul pour six candidats en lice,.

## Résultats électoraux

### Élections législatives
| Élection | Voix   | %     | Sièges | +/– | Position | Gouvernement          |
| -------- | ------ | ----- | ------ | --- | -------- | --------------------- |
| 1997     | 6 639  | 2,16  | 2 / 49 | 2   | 4e       | Opposition            |
| 2002     | 11 914 | 20,90 | 1 / 53 | 1   | 3e       | Opposition            |
| 2007     | 15 783 | 5,99  | 0 / 53 | 1   | 4e       | Opposition            |
| 2012     | 14 606 | 9,43  | 1 / 53 | 1   | 2e       | Opposition            |
| 2017     | 23 755 | 6,26  | 5 / 58 | 4   | 4e       | Coalition PPP-UDP-NRP |